# José Vidal Juliá
José Vidal Juliá (Hospitalet de Llobregat, 2 de febrero de 1920) fue un ciclista español, que fue profesional a la década del 1940.
Su principal éxito deportivo fue en la Volta a Cataluña, donde consiguió una victoria de etapa, y quedar  8.º y 7.º a las ediciones de 1942 y 1944.
Una vez retirado hizo de asistente de diferentes ciclistas como Rik Van Steenbergen, Charly Gaul, Eddy Merckx o Luis Ocaña

## Palmarés
- 1942
  - Vencedor de una etapa de la Vuelta en Cataluña